# Mark Kisin
Mark Kisin (Vilnius, 10 de agosto de 1971) é um matemático australiano, que trabalha com teoria algébrica dos números e geometria aritmética.
Nascido em Vilnius, Lituânia, morou desde os cinco anos de idade em Melbourne, Austrália. Obteve o B.Sc. na Universidade Monash em 1991. Obteve um Ph.D. na Universidade de Princeton em 1998, orientado por Nicholas Katz. De 1998 a 2001 foi Research Fellow na Universidade de Sydney, passando em seguida três anos na Universidade de Münster.
Após seis anos na Universidade de Chicago, é desde 2009 professor de matemática da Universidade Harvard.
Foi eleito membro da Royal Society em 2008. Foi palestrante convidado do Congresso Internacional de Matemáticos em Hyderabad (2010). Em 2012 foi eleito fellow da American Mathematical Society.